# Orient (manga)
Orient (オリエント Oriento?) es una serie de manga japonesa escrita e ilustrada por Shinobu Ohtaka. Comenzó su serialización en la revista Weekly Shōnen Magazine de la editorial Kodansha en mayo de 2018 para luego ser trasladada a la Bessatsu Shōnen Magazine en enero de 2021, comenzando así su publicación mensual desde febrero del mismo año. Una adaptación de la al anime de A.C.G.T se estrenó el 5 de enero de 2022.

## Argumento
La historia gira alrededor de un chico de 15 años llamado Musashi y toma lugar en el período Sengoku, en el cual Japón está gobernado por demonios. Musashi afrontará a los demonios con su poder "especial" en un intento de salvar la humanidad junto a su amigo Kojiro.

## Personajes
Musashi (武蔵?)
 Seiyū: Yuma Uchida
Musashi es una persona alegre y cariñosa. Se propuso firmemente ser Bushi junto con su amigo Kojiro Kanemaki, y tiene una gran determinación. Los padres de Musashi eran granjeros y eran amables con la familia Kanemaki. Un día, Musashi se acerca a Kojiro durante su entrenamiento y viene todos los días desde entonces a jugar y practicar. Le promete a Kojiro que se convertirá en un samurái una vez que crezcan. Sin embargo, después de la muerte de sus padres, busca refugio de casa en casa y finalmente decide quedarse con sus familiares, pero lo rechazan y dicen que debe insultar a Jisai Kanemaki. Maldice a Jisai sin verdadera intención y luego va a la residencia de Kanemaki para disculparse. Jisai lo perdona y dice que está agradecido de que se haga amigo de Kojiro, lo acoge y lo entrena en el manejo de la espada.
Kojiro Kanemaki (鐘巻小次郎 Kanemaki Kōjiro?)
 Seiyū: Sōma Saitō
Kojiro es una persona amable, cariñosa y autosuficiente. Desde la muerte de su padre, creció su rasgo de independencia. Es competitivo con Musashi y es excelente para planear peleas. Él y su padre vivían en las afueras de la ciudad de Tatsumaya y fueron maltratados por los aldeanos que habían sido influenciados para adorar a los Oni. Un día, Kojiro está practicando el manejo de la espada y se encuentra con Musashi, quien quedó impresionado por sus habilidades con la espada. Musashi se convirtió en su único amigo desde entonces. Aprende sus habilidades con la espada de su padre, Jisai.
Tsugumi Hattori (服部つぐみ Hattori Tsugumi?)
 Seiyū: Rie Takahashi
Tsugumi es una persona alegre y comprensiva. A veces, puede estar manipulando, usando su cuerpo. Hideo Kosameda la acogió con su hermana después de la muerte de sus padres. Ella también está engañando de tal manera que muestra a sus oponentes para derrotarlos. Después de proteger su aldea del ataque de los onis, se une a Musashi y Kojiro para convertirse una bushi bondadosa que proteja a los débiles, tal como deseaba hacer su hermana.
Naotora Takeda (武田尚虎 Takeda Naotora?)
 Seiyū: Satoshi Hino
Es uno de los Cinco Grandes Generales de Hi no Moto y el Capitán del Takeda Bushi. Es uno de los primeros cinco grandes generales en conocer a Musashi y Kojiro desde el principio en la mina Tatsuyama.
Shirō Inukai (犬飼四郎 Inukai Shirō?)
 Seiyū: Hiro Shimono
Es un Bushi misterioso y miembro de Los Ocho de Obsidiana, un grupo conformado por ocho bushis que son aliados de los onis. Persigue a la Diosa de Obsidiana para lograr la Espada Kitetsu más fuerte. Shiro generalmente se ve como una persona extrovertida y despreocupada con una naturaleza juguetona. Es un gran admirador de las espadas Kitetsu y, a menudo, habla de ellas o se jacta de su colección. Durante una batalla, no muestra piedad y se convierte en un luchador despiadado que puede matar a muchas personas en un abrir y cerrar de ojos. Desprecia a los débiles que huyen de la lucha, mientras que por otro lado, reconoce a los que muestran valentía.
Nanao Inusaka (犬坂七緒 Inusaka Nanao?)
 Seiyū: Azumi Waki
Es una Bushi miembro de Los Ocho de Obsidiana y compañera de Shiro. Nanao es una mujer joven de cuerpo pequeño y usa un atuendo similar al de un monje sintoísta y también lleva un bastón con ella (que también es su arma). Nanao tiene una personalidad bastante indiferente y una expresión sombría. Se toma las misiones en serio y puede ser despiadada en el campo de batalla, pero quiere terminarlas lo antes posible para poder irse a casa y descansar en su habitación. Nanao es muy devota de Shiro y quiere ser útil y ser elogiada por él, por lo que siempre trata de complacer a Shiro consiguiendo carne de faisán o probándose a sí misma en el campo de batalla. A pesar de sus esfuerzos, es completamente consciente de que Shiro no se preocupa por ella. Nanao es una de las pocas personas que puede distinguir las mentiras de Shiro aparte de la verdad que dice.
Hideo Kosameda (小雨田英雄 Kosameda Hideo?)
 Seiyū: Wataru Hatano
Es el Capitán del Kosameda Bushi. En el pasado adoptó a Tsugumi y a su hermana mayor Tsubame. Aunque aparentemente se ve como una persona tranquila y gentil a primera vista, esto es de hecho una fachada, ya que Kosameda es un individuo mucho más cruel de lo que inicialmente deja ver. Kosameda es arrogante y egocéntrico, y con un complejo de superioridad. Él abusa verbal y físicamente de todos los que trabajan bajo su mando, menospreciándolos repetidamente como un medio para desgastar su confianza y hacerlos dependientes de él, tanto psicológicamente como para su propia supervivencia. Sin embargo, tras ser derrotado por Tsugumi, adopta una actitud cobarde ya que no tiene a nadie luchando por él.
Aoshi Sanada (真田青志 Sanada Aoshi?)
 Seiyū: Haruki Ishiya
Es miembro de Takeda Bushi y es la Espada Azul de la Primera Compañía.
Shunrai Yamamoto (山本春雷 Yamamoto Shunrai?)
 Seiyū: Saori Ōnishi
Es miembro de Takeda Bushi y la vicecapitana de la Compañía Especial de la Espada Verde.
Jisai Kanemaki (鐘巻自斎 Kanemaki Jisai?)
 Seiyū: Katsuyuki Konishi
Fue el padre de Kojiro y un Bushi. Jisai era un hombre alto y bien formado con cabello largo y atado. Tenía una cicatriz en el lado izquierdo de la cara. Tuvo que usar un bastón porque perdió la pierna derecha. Su hijo, Kojiro se parece mucho a él. Jisai era un hombre amable y tranquilo, incluso a pesar de toda la dureza que tuvo que soportar de la gente del pueblo debido a su origen bushi. Amaba mucho a su hijo y se preocupaba por su bienestar. Jisai estaba orgulloso de sus antepasados y siempre alentó a Kojiro a estar orgulloso de ser descendiente de Bushi. Murió luchando contra los onis.
Obsidian Goddess (黒曜の女神 Kokuyō no Megami?)
 Seiyū: Houko Kuwashima
Es una entidad misteriosa que se esconde en el cuerpo de Musashi. Ella es perseguida por Los Ocho de Obsidiana.
Tsubame Hattori (服部 つばめ Hattori Tsubame?)
 Seiyū: Chika Anzai
Fue la hermana mayor de Tsugumi Hattori y una Bushi del Kosameda Bushi. Se parecía su hermana por el color del cabello. Tsubame era una chica amable y fuerte que amaba mucho a su hermana y a los miembros y viceversa. Ella protegió a Tsugumi y a la gente de la ira de Hideo Kosameda tomando todos los duros regaños por sí misma, por lo que fue sumisa a él. Quería convertirse en una bushi que pudiera proteger a los más débiles. Murió 8 años antes de los eventos actuales luchando contra los onis.
Michiru Saruwatari (猿渡 みちる Saruwatari Michiru?)
 Seiyū: Kiyono Yasuno
Fue una joven bushi que fue salvada por Musashi cuando estaba a punto de ser devorada por un Oni. Ella dice ser hija de Nobumitsu, líder de la banda Saruwatari, perteneciente a la Alianza Uesugi. Ella sufre de un caso severo de timidez cuando habla con más de dos personas a la vez, aunque logra superarlo con la ayuda de Musashi. Se revela después que Michiru es mitad humana y mitad Oni, y es hija de Yataro Inuda, miembro de Los Ocho de Obsidiana, quien la envió como espía para llevar a Musashi a un estado vulnerable y matarlo para obtener la Diosa de Obsidiana. Sin embargo, ella se enamora de Musashi, por lo que duda en cumplir la misión. Al fracasar en cumplir su misión, su padre la lleva de regreso a la isla Awaji para convertirla en el arma definitiva usando una piedra negra. Después de que Musashi derrotara a Yataro usando los poderes de la Diosa, Michiru se reconcilia con su padre y advierte a Musashi que al romper la piedra ella desaparecerá junto a su padre, a lo que Yataro explica que solo él desaparecerá ya que Michiru es mitad humana, por lo que ella tendrá poco tiempo más de vida. Dos semanas después de la batalla, Musashi y Michiru pasan el día disfrutando del tiempo juntos y realizando diversas actividades. Al final del día, Michiru comienza a quebrarse y le dice a Musashi que busque un tesoro que pueda llenar el vacío solitario en su corazón. Luego ella muere y su alma se convierte en Kitetsu, que su espada absorbe.
Tatsuomi Uesugi (上杉竜臣 Uesugi Tatsuomi?)
Seiyū: Tomoaki Maeno
Es uno de los Cinco Grandes Generales de Hi no Moto y el capitán del Uesugi Bushi. También lidera la Alianza Uesugi durante la lucha contra el Kishin verde, Yamata no Orochi.
Kanetatsu Naoe (直江兼竜 Naoe Kanetatsu?)
Seiyū: Natsuki Hanae
Es uno de los bushis más fuertes. Es general y contador de la Uesugi Bushi.
Masayuki Amakasu (甘粕政紀 Amakasu Masayuki?)
Seiyū: Yoshiki Nakajima
Es un joven bushi del Uesugi Bushi y el subordinado de Kanetatsu Naoe.
Akihiro Shimazu (島津秋弘 Shimazu Akihiro?)
Seiyū: Kōki Uchiyama
Es un heredero del Shimazu Bushi, que forma parte de la Alianza Uesugi.
Katsumi Amako (尼子勝巳 Amako Katsumi?)
Seiyū: Gakuto Kajiwara
Es miembro de Amako Bushi e hijo de su líder. También es miembro de la Alianza Uesugi y fue asignado al mismo pelotón que Musashi.
Kuroko Usami (宇佐美黒子 Usami Kuroko?)
Seiyū: Yōko Hikasa
Es la Táctica así como la Espada Verde, Primera posición del Uesugi Bushi.
Yataro Inuda (犬田八咫郎 Inuda Yatarō?)
Seiyū: Tomokazu Sugita
Es miembro de Los Ocho de Obsidiana al igual que Shiro Inukai y Nanao Inusaka y el padre de Michiru. Se esfuerza por recuperar la Diosa de Obsidiana de Musashi y también para obstaculizar la misión de la Alianza Uesugi.

## Contenido de la obra

### Manga
Orient es una serie de manga escrita e ilustrada por Shinobu Ohtaka, entre sus trabajos anteriores se encuentran, Sumomomo Momomo y Magi. Fue serializada por la editorial Kodansha en su revista Weekly Shōnen Magazine desde el 30 de mayo de 2018 hasta el 6 de enero de 2021. El 4 de enero de 2021 se anunció que continuaría su serialización en la revista Bessatsu Shōnen Magazine, igual de Kodansha, desde el 9 de febrero del mismo año. La editorial ha recompilado los capítulos en volúmenes tankōbon. El primer volumen fue publicado el 17 de agosto de 2018. Hasta la fecha 13 volúmenes han sido publicados.
Pika Ediciones obtuvo la licencia de la serie en España.

#### Lista de volúmenes
| Volúmenes de manga publicados | Volúmenes de manga publicados | Volúmenes de manga publicados | Volúmenes de manga publicados | Volúmenes de manga publicados |
| Número                        | Fecha de lanzamiento          | ISBN                          | Fecha de lanzamiento          | ISBN                          |
| ----------------------------- | ----------------------------- | ----------------------------- | ----------------------------- | ----------------------------- |
| 1                             | 17 de agosto de 2018          | ISBN 978-4-06-512725-4        | 14 de noviembre de 2024       | ISBN 978-84-10450-02-8        |
| 2                             | 17 de octubre de 2018         | ISBN 978-4-06-513070-4        | —                             | —                             |
| 3                             | 17 de diciembre de 2018       | ISBN 978-4-06-513487-0        | —                             | —                             |
| 4                             | 15 de marzo de 2019           | ISBN 978-4-06-514444-2        | —                             | —                             |
| 5                             | 17 de junio de 2019           | ISBN 978-4-06-515085-6        | —                             | —                             |
| 6                             | 16 de agosto de 2019          | ISBN 978-4-06-515696-4        | —                             | —                             |
| 7                             | 15 de noviembre de 2019       | ISBN 978-4-06-517160-8        | —                             | —                             |
| 8                             | 17 de febrero de 2020         | ISBN 978-4-06-517888-1        | —                             | —                             |
| 9                             | 15 de mayo de 2020            | ISBN 978-4-06-518686-2        | —                             | —                             |
| 10                            | 17 de agosto de 2020          | ISBN 978-4-06-519307-5        | —                             | —                             |
| 11                            | 17 de noviembre de 2020       | ISBN 978-4-06-520599-0        | —                             | —                             |
| 12                            | 17 de marzo de 2021           | ISBN 978-4-06-521636-1        | —                             | —                             |
| 13                            | 6 de agosto de 2021           | ISBN 978-4-06-524468-5        | —                             | —                             |

### Anime
El 4 de enero de 2021 se anunció que la serie recibiría una adaptación al anime. La serie está animada por A.C.G.T y dirigida por Tetsuya Yanagisawa, con Mariko Kunisawa a cargo de los guiones, Takahiro Kishida diseñando los personajes y Hideyuki Fukasawa componiendo la música de la serie. Se estrenó el 5 de enero de 2022 en TV Tokyo y AT-X. Da-ice interpreta el tema de apertura de la serie "Break Out", mientras que Wataru Hatano interpreta el tema de cierre de la serie "Naniiro". Crunchyroll obtuvo la licencia de la serie fuera de Asia. Medialink obtuvo la licencia de la serie en el sudeste asiático y el sur de Asia; se estrenó en el canal de YouTube Ani-One para suscriptores de membresía ULTRA, iQIYI y Animax Asia.
Al final del duodécimo episodio, se anunció una segunda parte. Se estrenará en julio de 2022.
El 13 de enero de 2022, Crunchyroll anunció que la serie recibirá un doblaje tanto en inglés como en español latino, que se estrenó el 23 de febrero.